# كيفن هيل (متزلج على الثلوج)
كيفن هيل (بالإنجليزية: Kevin Hill)‏ (و. 1986  م) هو متزلج على الثلوج كندي، ولد في تشيليواك، كولومبيا البريطانية، شارك في الألعاب الأولمبية الشتوية 2014.

## روابط خارجية
- كيفن هيل على موقع الاتحاد الدولي للتزلج (ركوب لوح الثلج) (الإنجليزية)
- كيفن هيل على موقع اللجنة الأولمبية الدولية (الإنجليزية)
- كيفن هيل على موقع أوليمبيديا (الإنجليزية)
- كيفن هيل على موقع اللجنة الأولمبية الكندية (الإنجليزية)
- كيفن هيل على موقع ألعاب إكس (مؤرشف) (الإنجليزية)